# Cove (Utah)
Cove és una concentració de població designada pel cens dels Estats Units a l'estat de Utah. Segons el cens del 2000 tenia 443 habitants.

## Demografia
Segons el cens del 2000, Cove tenia 443 habitants, 116 habitatges, i 103 famílies. La densitat de població era d'11,4 habitants per km².
Dels 116 habitatges en un 57,8% hi vivien nens de menys de 18 anys, en un 85,3% hi vivien parelles casades, en un 0,9% dones solteres, i en un 11,2% no eren unitats familiars. En el 10,3% dels habitatges hi vivien persones soles el 7,8% de les quals corresponia a persones de 65 anys o més que vivien soles. El nombre mitjà de persones vivint en cada habitatge era de 3,82 i el nombre mitjà de persones que vivien en cada família era de 4,15.
Per edats la població es repartia de la següent manera: un 43,6% tenia menys de 18 anys, un 8,1% entre 18 i 24, un 24,8% entre 25 i 44, un 14,7% de 45 a 60 i un 8,8% 65 anys o més.
L'edat mediana era de 21 anys. Per cada 100 dones de 18 o més anys hi havia 100 homes.
La renda mediana per habitatge era de 50.667 $ i la renda mediana per família de 51.083 $. Els homes tenien una renda mediana de 43.000 $ mentre que les dones 31.250 $. La renda per capita de la població era de 12.316 $. Entorn del 9,5% de les famílies i el 15,6% de la població estaven per davall del llindar de pobresa.

## Poblacions més properes
El següent diagrama mostra les poblacions més properes.